# Хокус-покус
Хокус-покус (енгл. Hocus Pocus) амерички је хумористички филм из 1993. године, у режији Кенија Ортеге, по сценарију Мика Гариса и Нила Катберта. Прати три вештице које током Ноћи вештица нехотице ослобађа тинејџер у Сејлему.
Премијерно је приказан 16. јула 1993. у САД. Добио је помешане рецензије критичара и остварио комерцијални неуспех, док је Дизни изгубио око 16,5 милиона долара током приказивања филма у биоскопима. Међутим, након што су га Disney Channel и Freeform (раније ABC Family) редовно приказивали сваке године током месеца октобра, публика је заволела Хокус-покус, што је довело до пораста продаје кућних медија филма око периода Ноћи вештица. Прослава овог празника је помогла филму да постане култни класик.
Наставак је приказан 30. септембра 2022. године као оригинални филм за Disney+.

## Радња
Три вештице из 17. века упадају у незгодну ситуацију кад њихове немирне душе случајно доспеју у садашње време у Сејлему, у Ноћи вештица. Протеране пре 300 година због вештичарења, овај трио заклео се да ће се једном опет појавити — и сад су ту — плету урнебесну мрежу комедије и хаоса. Жељне да наставе тамо где су стале, морају да превазиђу још једну препреку да би постале бесмртне. Међутим, ствари које су им потребне, исте су оне које им стоје на путу: млади Макс Денисон, његова сестра Дани и прелепа Алисон, троје деце који могу да баце или пониште вештичје чини.

## Улоге
| Глумац             | Улога          |
| ------------------ | -------------- |
| Бет Мидлер         | Вини Сандерсон |
| Сара Џесика Паркер | Сара Сандерсон |
| Кети Наџими        | Мери Сандерсон |
| Омри Кац           | Макс Денисон   |
| Тора Берч          | Дани Денисон   |
| Винеса Шо          | Алисон         |
| Чарлс Рокет        | Дејв Денисон   |
| Стефани Фараси     | Џени Денисон   |
| Лари Бегби         | Ерни           |
| Тобајас Јелинек    | Џеј            |
| Шон Мари           | Текери Бинкс   |
| Даг Џоунс          | Били Бучерсон  |
| Аманда Шеперд      | Емили Бинкс    |
| Кетлин Фриман      | госпођица Олин |
| Стив Воборил       | Елајџа         |
| Норберт Вајсер     | господин Бинкс |